# Tendens (radioprogram)
För andra betydelser, se Tendens.
Tendens är/var ett reportageprogram i Sveriges Radio P1 som startade 1993. Programmet har odlat en egen reportageform med en hög grad av personligt tilltal, både hos medverkande och reportrar. Den kanske mest framträdande reportagemakaren har varit Mia Blomgren, som sedan 2020 presenterar sina reportage under rubriken Mia Blomgren. 

## Innehåll
Tendens är ett program som ger sig tid att lyssna, ta del och låta folk prata färdigt. Tendens handlar om människors liv och idéer och försöker hitta mening och mönster i det som sker eller håller på att hända. 
Programmet menar att det är tidsaktuellt, inte dagsaktuellt, och att det försöker att bryta svart/vita stereotyper genom att stanna kvar längre och lyssna på vad som sägs mellan raderna. Programmet har ett flertal gånger varit nominerat och även belönats med radiopriser som Ikaros och Stora radiopriset. 

## Historia
2007 fick programmet minskad sändningstid. Från och med februari 2009 sändes programrubriken Tendens måndag till och med torsdag 11:03 och 20:03 med repris dagen efter 23:30. Under veckan ingick också Samtalet (tidigare Samtal pågår) på måndagar, och det nya programmet Radiopsykologen på torsdagar. 
Medarbetare på Tendens är bland annat Mia Blomgren, som arbetat som reporter på Sveriges Radios samhällsredaktion sedan 1993 (samma år som Tendens startade). Hon har även varit aktiv med programserien P1 Dokumentär. Tendens har i praktiken legat i malpåse sedan tidigt 2020, medan motsvarande radioreportage därefter presenterats uppdelade på rubrikerna Mia Blomgren och P1 Dokumentär (för avsnitt producerade av respektive utan Mia Blomgren).